# 安藤義光
安藤 義光（あんどう よしみつ）は、戦国時代の武将。毛利氏の家臣。八頭郡津黒城主。

## 略歴
毛利豊元に仕える。
坂川平左衛門と共に山中幸盛勢と戦うが、これに敗れ但馬国に敗走中、広留野にて落ち武者狩りに遭い殺された。